# Желько Бркич
Желько Бркич (серб. Željko Brkić / Жељко Бркић, нар. 9 липня 1986, Новий Сад) — сербський футболіст, що грав на позиції воротаря. По завершенні ігрової кар'єри — тренер.
Виступав, зокрема, за клуби «Воєводина», «Удінезе» та ПАОК, а також національну збірну Сербії.

## Клубна кар'єра
Народився 9 липня 1986 року в місті Новий Сад. Футболом почав займатись в листопаді 1992 року у місцевій футбольній школі під керівництвом Міки Радосави. Пізніше він був у «Індексі», а у віці 12 років потрапив до академії «Воєводини». 2005 року клуб відправив його для отримання ігрової практики в оренду в «Пролетер». Він пробув там близько двох років і зіграв 31 гру. Після повернення до «Воєводини» Бркич провів свій перший матч 2 вересня 2007 року проти команди «Напредак» (Крушевац). Воєводина перемогла з рахунком 1:0. Відтоді Бркич став першим воротарем клубу, а незабаром став і капітаном. Всього в складі «Воєводини» провів 117 ігор.

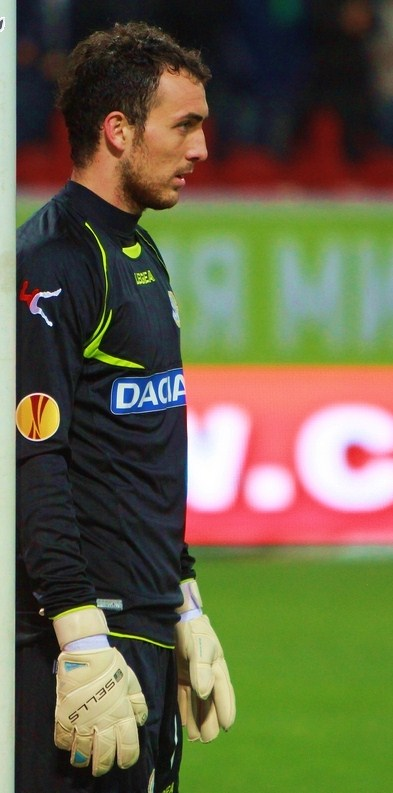
Желько Бркич під час виступів за «Удінезе». 2012 рік.

4 липня 2011 року Бркич перебрався до Італії в «Удінезе» за 1,5 мільйона євро. Оскільки на той момент «Удінезе» заповнив квоту на реєстрацію гравців з-за меж ЄС, а позиція воротаря була зайнята словенським збірником Саміром Хандановичем, Бркич був змушений наступний сезон провести в оренді у «Сієні».
11 вересня 2011 року Бркич дебютував у матчі проти «Катанії» (0:0), зберігши свої ворота в недоторканності під час свого дебюту в Серії А. Серб одразу став основним воротарем клубу, але в кінці року після перелому лівої малогомілкової кістки надовго вибув з гри. Після відновлення програв конкуренцію Джанлуці Пеголо і до кінця сезону рідко з'являвся на полі.
Влітку 2012 року повернувся в «Удінезе», ставши воротарем основної команди після відходу в «Інтернаціонале» Хандановича. Він дебютував за фріульців в першому матчі попереднього матчу Ліги чемпіонів проти «Браги», але італійці не змогли пробитись у груповий етап турніру. Його дебют за «Удінезе» в Серії А відбувся 25 серпня 2012 року проти «Фіорентини» (1:1). 2 вересня він отримав своє перше вилучення у складі нової команди проти «Ювентуса» (1:4) Brkić then miss one match against Siena.
У сезоні 2013/14 Бркич вибув на початку сезону через травму плеча під час занять у тренажерному залі, через що пропустив чотири місяці. Після відновлення конкурував за місце в основі з молодим вихованцем клубу Сімоне Скуффетом, а після приходу до команди грецького воротаря Орестіса Карнезіса остаточно втратив місце в основі.
В результаті 9 січня 2015 року Желько на правах оренди перейшов у «Кальярі». Він дебютував у футболці «россоблю» в Серії А 11 січня 2015 року в матчі проти «Чезени» (2:1). Бркич відразу став основним воротарем команди, але команда з Сардинії не змогла врятуватися від вильоту з еліти. Піфсля цього 16 липня 2015 року він був відданий в оренду новачку вищого дивізіону «Карпі» з правом викупу. Дебютував 23 серпня 2015 року в грі проти «Сампдорії» (2:5), але через непереконливу гру втратив місце в основі після кількох ігор. Втім серб грав у Кубку, де емільянцям вдалось вперше в історії дійти до чвертьфіналу, програвши на «Сан-Сіро» місцевому «Мілану» (1:2).
У липні 2016 року підписав трирічний контракт з грецьким ПАОКом. У салонікському клубі йому не вдалося отримати статус першого воротаря, програвши конкуренцію Панайотісу Глікосу. В результаті серб провів лише 11 матчів у всіх турнірах і став володарем Кубка Греції, після чого погодився розірвати контракт за обопільною згодою сторін у лютому 2018 року.
Після двох з половиною років без клубу Бркич повернувся до рідної «Воєводини» наприкінці вересня 2020 року, з якою підписав однорічний контракт. Так і не зігравши жодного матчу, по завершенні сезону закінчив свою ігрову кар'єру.
Навесні 2022 року Бркич повернувся у «Пролетер», де увійшов до тренерського штабу клубу, але вже влітку команду було розпущено.

## Виступи за збірні
7 червня 2007 року Йованович вперше дебютував на міжнародній арені, виступивши за команду молодіжної збірної Сербії у товариському матчі з молодіжною збірною Латвії. Згодом у її складі був участь у молодіжному чемпіонаті Європи 2009 року в Швеції, де серби не вийшли з групи, а Желько був основним воротарем, зігравши у всіх трьох іграх. Всього на молодіжному рівні зіграв у 12 офіційних матчах.
3 березня 2010 року дебютував в офіційних матчах у складі національної збірної Сербії, вийшовши на заміну травмованому Владимиру Стойковичу на 81 хвилині товариського матчу проти Алжиру (3:0).
Загалом протягом кар'єри в національній команді, яка тривала 6 років, провів у її формі 11 матчів, у тому числі скандально відомий матч проти Італії, який не було дограно через сербських фанатів.

## Статистика виступів

### Статистика клубних виступів
| Сезон                 | Команда               | Чемпіонат             | Чемпіонат | Чемпіонат | Національний кубок | Національний кубок | Національний кубок | Континентальні кубки | Континентальні кубки | Континентальні кубки | Інші змагання | Інші змагання | Інші змагання | Усього | Усього |
| Сезон                 | Команда               | Ліга                  | Ігор      | Голів     | Ліга               | Ігор               | Голів              | Ліга                 | Ігор                 | Голів                | Ліга          | Ігор          | Голів         | Ігор   | Голів  |
| --------------------- | --------------------- | --------------------- | --------- | --------- | ------------------ | ------------------ | ------------------ | -------------------- | -------------------- | -------------------- | ------------- | ------------- | ------------- | ------ | ------ |
| 2005–06               | «Пролетер»            | СЛВ (ІІІ)             | ?         | -?        | КСЧ                | -                  | -                  | -                    | -                    | -                    | -             | -             | -             | ?      | -?     |
| 2006-січ. 2007        | «Пролетер»            | СЛВ (ІІІ)             | 21        | -?        | КС                 | -                  | -                  | -                    | -                    | -                    | -             | -             | -             | 21     | -?     |
| Усього за «Пролетер»  | Усього за «Пролетер»  | Усього за «Пролетер»  | 21        | -?        |                    |                    |                    |                      |                      |                      |               |               |               | 21     | -?     |
| січ.-черв. 2007       | «Воєводина»           | СЛ                    | 4         | -?        | КС                 | -                  | -                  | -                    | -                    | -                    | -             | -             | -             | 4      | -?     |
| 2007–08               | «Воєводина»           | СЛ                    | 14        | -17       | КС                 | -                  | -                  | -                    | -                    | -                    | -             | -             | -             | 14     | -17    |
| 2008–09               | «Воєводина»           | СЛ                    | 27        | –         | КС                 | -                  | -                  | КУЄФА                | 3                    | -3                   | -             | -             | -             | 30     | -22    |
| 2009–10               | «Воєводина»           | СЛ                    | 23        | –         | КС                 | -                  | -                  | ЛЄ                   | 2                    | -5                   | -             | -             | -             | 25     | -25    |
| 2010–11               | «Воєводина»           | СЛ                    | 28        | -13       | КС                 | 5                  | -8                 | -                    | -                    | -                    | -             | -             | -             | 33     | -21    |
| Усього за «Воєводину» | Усього за «Воєводину» | Усього за «Воєводину» | 96        | -69+      |                    | 5                  | -8                 |                      | 5                    | -8                   |               |               |               | 106    | -85+   |
| 2011–12               | «Сієна»               | A                     | 18        | -20       | КІ                 | 2                  | -2                 | -                    | -                    | -                    | -             | -             | -             | 20     | -22    |
| 2012–13               | «Удінезе»             | A                     | 31        | -32       | КІ                 | 0                  | 0                  | ЛЧ+ЛЄ                | 2+4                  | -2; -10              | -             | -             | -             | 37     | -44    |
| 2013–14               | «Удінезе»             | A                     | 12        | -22       | КІ                 | 1                  | -1                 | ЛЄ                   | 0                    | 0                    | -             | -             | -             | 13     | -23    |
| 2014-січ. 2015        | «Удінезе»             | A                     | 0         | 0         | КІ                 | 0                  | 0                  | -                    | -                    | -                    | -             | -             | -             | 0      | 0      |
| Усього за «Удінезе»   | Усього за «Удінезе»   | Усього за «Удінезе»   | 43        | -54       |                    | 1                  | -1                 |                      | 6                    | -12                  |               |               |               | 50     | -67    |
| січ.-черв. 2015       | «Кальярі»             | A                     | 21        | -34       | КІ                 | 0                  | 0                  | -                    | -                    | -                    | -             | -             | -             | 21     | -34    |
| 2015–16               | «Карпі»               | A                     | 4         | -12       | КІ                 | 3                  | -3                 | -                    | -                    | -                    | -             | -             | -             | 7      | -15    |
| Усього за кар'єру     | Усього за кар'єру     | Усього за кар'єру     | 203+      | -189+     |                    | 11                 | -14+               |                      | 11                   | –+                   |               |               |               | 225+   | -223+  |

### Статистика виступів за збірну
| Дата       | Місто         | Господарі          | Результат | Гості             | Турнір            | Голи | Примітки    |
| ---------- | ------------- | ------------------ | --------- | ----------------- | ----------------- | ---- | ----------- |
| 3-3-2010   | Алжир (місто) | Алжир              | 0 – 3     | Сербія            | товариський матч  | -    | 81'         |
| 7-4-2010   | Осака         | Японія             | 0 – 3     | Сербія            | товариський матч  | -    | 86'         |
| 12-10-2010 | Генуя         | Італія             | 3 – 0     | Сербія            | Відбір до ЧЄ 2012 | 0    | тех.поразка |
| 25-3-2011  | Белград       | Сербія             | 2 – 1     | Північна Ірландія | Відбір до ЧЄ 2012 | -1   |             |
| 29-3-2011  | Таллінн       | Естонія            | 1 – 1     | Сербія            | Відбір до ЧЄ 2012 | -1   |             |
| 31-5-2012  | Париж         | Франція            | 2 – 0     | Сербія            | товариський матч  | -2   |             |
| 12-10-2012 | Белград       | Сербія             | 0 – 3     | Бельгія           | Відбір до ЧС 2014 | -3   |             |
| 16-10-2012 | Скоп'є        | Північна Македонія | 1 – 0     | Сербія            | Відбір до ЧС 2014 | -1   |             |
| 14-11-2012 | Санкт-Галлен  | Чилі               | 1 – 3     | Сербія            | товариський матч  | -1   |             |
| 22-3-2013  | Загреб        | Хорватія           | 2 – 0     | Сербія            | Відбір до ЧС 2014 | -2   |             |
| 7-6-2015   | Санкт-Пельтен | Сербія             | 4 – 1     | Азербайджан       | товариський матч  | -1   |             |
| Усього     |               | Матчів             | 11        |                   | Голів             | -12  |             |

## Титули і досягнення
- Володар Кубка Греції (1):

ПАОК: 2016/17